# Heckler & Koch
Heckler & Koch GmbH (HK; pronunție în germană [ˌhɛklɐ ʔʊnt ˈkɔx]) este o companie germană de producție de apărare care produce pistoale, puști, pistoale-mitralieră și lansatoare de grenade. Compania este situată în Oberndorf am Neckar în statul german Baden-Württemberg și are, de asemenea, filiale în Regatul Unit, Franța și Statele Unite.